# Canal Almería TV
Canal Almería TV es una cadena televisiva de la provincia de Almería (Comunidad Autónoma de Andalucía, España).

## Historia
Canal Almería TV es heredera de Localia Televisión, red de cadenas locales del Grupo Prisa que dejó de existir en 2009.
Actualmente emite Astrocanal TV durante las 24 horas del día produciendo enormes beneficios a la concesionaria de ésta licencia.

## Programación y presentadores
- La prórroga (deportes) - Tony Fernández
- Almería al día (actualidad política) - Mar Gutiérrez
- Informativos Canal Almería TV (información)
- Territorio UAL (educación) - Juan Gabriel García
- La hora de Alfredo (magacín) - Alfredo Casas
- Almería a debate (actualidad política ) - Diego Martinez Masegosa (martes), Diego Bravo (miércoles) y Antonia Sánchez Villanueva (jueves)
- Adra al Día TV
- Sabor a sur (cocina)
- Solo motor - Ramón Gómez